# Fiordo di Schley

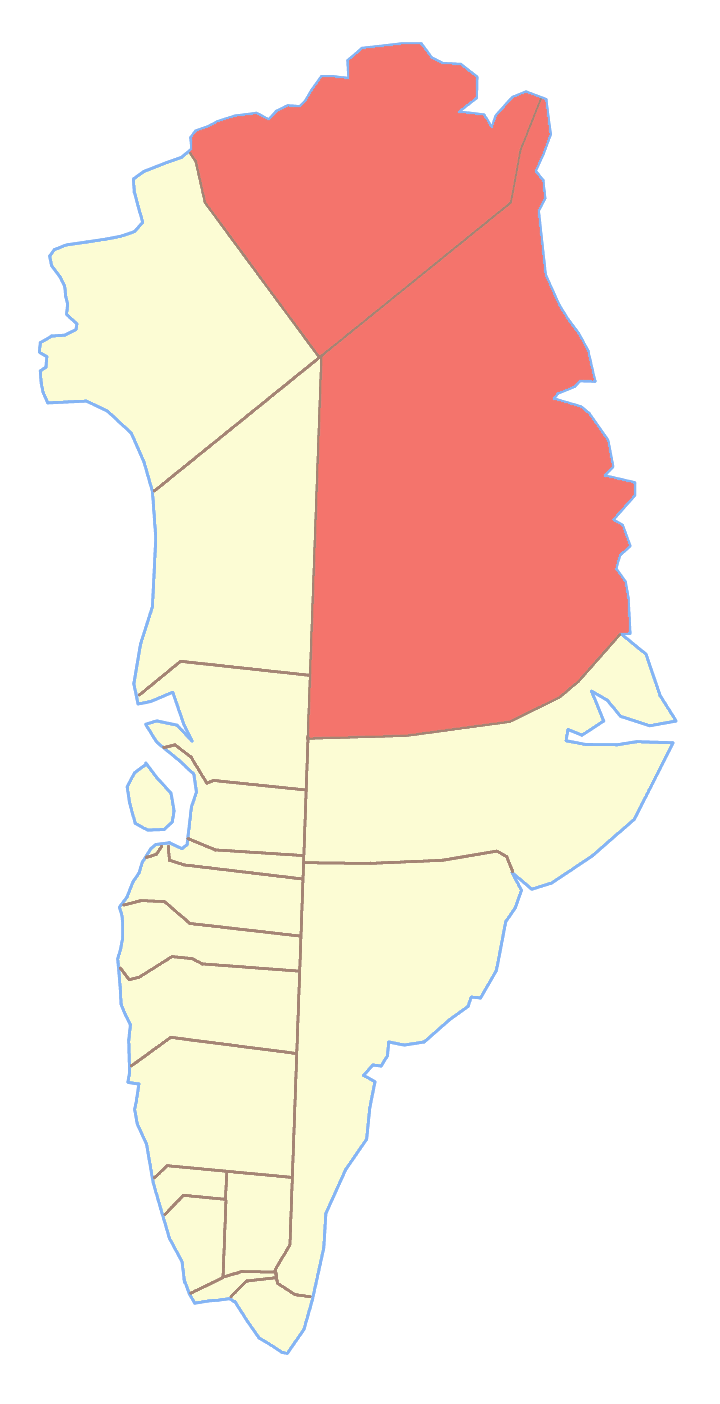
Parco nazionale della Groenlandia nordorientale, dove si trova il fiordo di Schley

Il fiordo di Schley (danese G. B. Schley Fjord) è un fiordo della Groenlandia di 30 km. Si trova a 82°51'N 25°00'O; è situato nel Parco nazionale della Groenlandia nordorientale, fuori da qualsiasi comune.